# Hydrobasileus
Hydrobasileus is een geslacht van libellen (Odonata) uit de familie van de korenbouten (Libellulidae).

## Soorten
Hydrobasileus omvat 3 soorten:
- Hydrobasileus brevistylus (Brauer, 1865)
- Hydrobasileus croceus (Brauer, 1867)
- Hydrobasileus vittatus Kirby, 1889